# Sremska Kamenica
Sremska Kamenica (v srbské cyrilici Сремска Каменица) je součást Nového Sadu, nacházející se naproti samotnému městu přes Dunaj. Vyplňuje prostor mezi Fruškou Gorou a samotným veletokem. S metropolí Vojvodiny je spojena dálničním mostem (přiléhá k ní místní část Liman). V roce 2002 měla 11 205 obyvatel. 

## Historie
První zmínka o Sremské Kamenici pochází z roku 1237. V této době bylo město integrální součástí uherského království, i když se jednalo o obec se slovanským obyvatelstvem. Název města pochází ze slovanského slova "kamen" a v roce 1237 byl zaznamenán jako "villa Camanch", roku 1349 potom jako "Kamenez". V 15. století se zde již nacházela škola. Po příchodu Turků byla přičleněna administrativně pod Sremský sandžak. Před příchodem Turků zde stálo zhruba 150 domů, poté mnohem méně lidí. Obyvatelstvo bylo většinově slovanské (srbské).

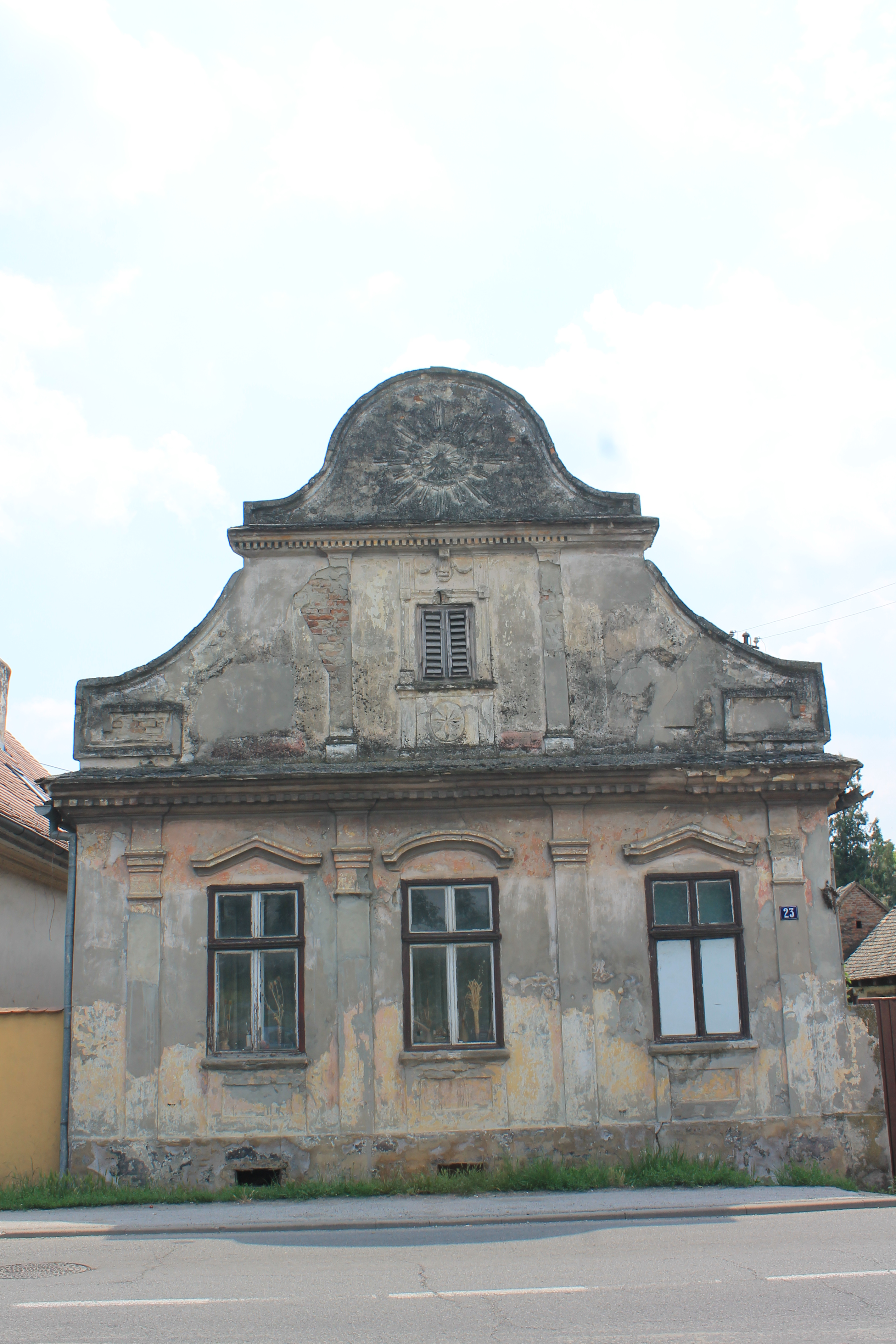
Selské baroko ve Sremské Kamenici.

Po podepsání karlovického míru v roce 1699 byla oblast reintegrována do Uher. V roce 1702 se uskutečnilo první sčítání lidu, které zjistilo 40 domů, všechny byly obývány téměř srbským obyvatelstvem. V průběhu 18. století se tento počet zvýšil na 1000. Až do poloviny 18. století bylo město pod vojenskou správou (bylo součástí tzv. vojenské hranice). Civilní správa byla zavedena v roce 1745 a město bylo začleněno do tzv. slavonského království. V letech 1848–1849 bylo město součástí autonomní srbské Vojvodiny a v letech 1849–1860 součástí Srbského vojvodství a tamišského banátu. V roce 1868 bylo Království Slavonie spojeno s habsburským Chorvatským královstvím do Chorvatsko-slavonského království, které bylo součástí habsburského Uherského království a Rakouska-Uherska. Administrativně bylo město součástí obce Irig. V roce 1910 byli na základě posledního sčítání lidu, provedeného za ještě během Rakousko-Uherska zde byli nejpočetnější etnickou skupinou Srbové, druhou nejpočetnější potom Chorvati. V menším počtu zde žili také Maďaři, Němci a Slováci, kteří kolonizovali území po odchodu Turků. 
V roce 1918 se město stalo nejprve součástí Státu Slovinců, Chorvatů a Srbů, poté součástí součástí Království Srbů, Chorvatů a Slovinců (později přejmenovaného na Jugoslávii). V letech 1918-1922 byla Kamenica součástí Syrské župy, v letech 1922-1929 součástí sremské oblasti a v letech 1929-1941 součástí Dunajské bánoviny. Během druhé světové války, v letech 1941 až 1944, bylo město začleněno do Nezávislého státu Chorvatsko. Od roku 1944 je město součástí Vojvodiny, která byla (od roku 1945) autonomní provincií Srbska a Jugoslávie.
V druhé polovině 20. století se postupně stala předměstím Nového Sadu. S ním měla být propojena zamýšleným ale nikdy nerealizovaným sídlištěm v lokalitě Mišeluk. Vznikl zde institut pro léčbu srdečních chorob a byly postaveny nové dopravní spojnice, např. Tunel Mišeluk a most Svobody. V okolí města vznikla řada víkendových chat pro obyvatele Nového Sadu, kteří sem dojíždějí za přírodou. 

## Zeleň

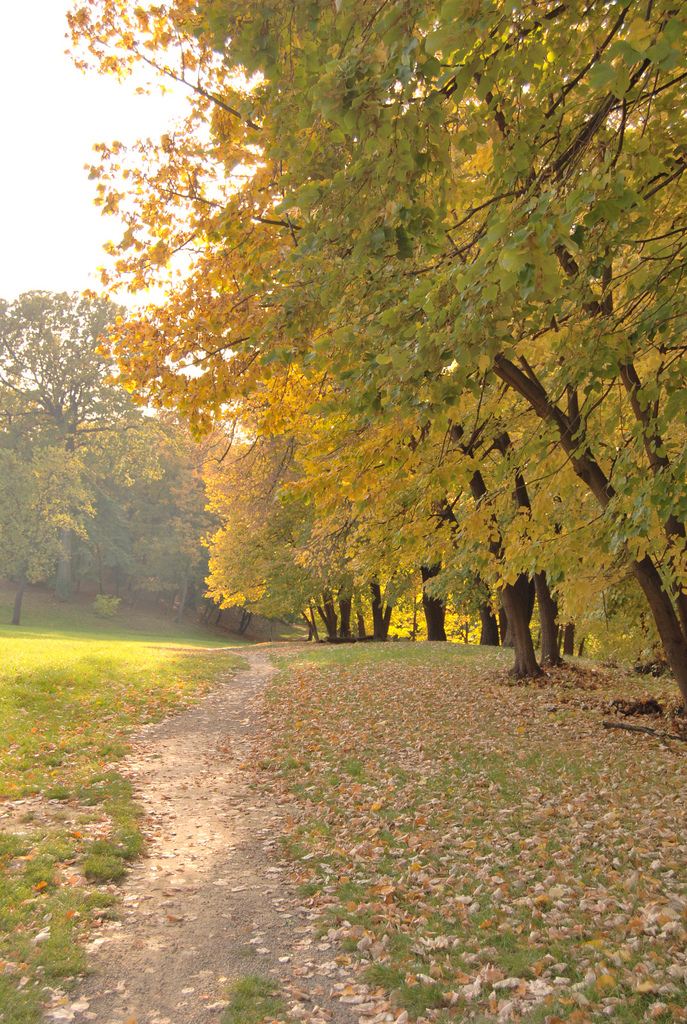
Podzim v kamenickém parku.

Při břehu Dunaje se nachází tzv. Kamenický park.

## Kultura a pamětihodnosti
Kromě některých historických památek (kostely) se tu nachází několik škol (včetně např. policejní), či zdravotnický institut (se zaměřením na srdeční choroby). Dva místní kostely jsou zasvěceny Nalezení sv. Kříže a Narození bohorodičky.

## Doprava
Sremskou Kamenicí prochází hlavní silnice z Beočina do Nového Sadu. Dříve přes jižní okraj obce vedla železniční trať, ta však byla zrušena. Dnes je město s metropolí Vojvodiny spojeno hlavně autobusovou dopravou. Zajíždějí sem linky novosadské městské dopravy.

## Osobnosti
Je také známa tím, že v ní působil a zemřel známý srbský spisovatel přelomu 19. a 20. století, Jovan Jovanović Zmaj. Na jeho počet nesla také na nějaký čas jméno Zmajeva Kamenica. Na hlavním náměstí má dnes Zmaj svoji sochu a nese zde jeho jméno i jedna místní základní škola. Narodil se zde také významný liberecký akademik a rektor VSŠT Jovan Čirlič.